# Program 863
Program 863 – chiński program rządowy mający na celu rozwijanie sektora zaawansowanych technologii na obszarze Chin w sposób, który jak najmniejszym kosztem pomógłby uniezależnić się od firm zachodnich. Program powstał w marcu 1986 roku (stąd nazwa). Bodźcem dla utworzenia instytucji był list czterech wojskowych inżynierów (Wanga Ganchanga, Wanga Dayana, Yanga Jiachiego oraz Chena Fangyuna) przesłany do chińskiego przywódcy Deng Xiaopinga, w którym dowodzili oni, że po latach stawiania na rozwój uzbrojenia chińska nauka i rozwój technologiczny są w dziedzinie zastosowań cywilnych daleko w tyle za liderami rozwoju.